# Jiří Machourek
Jiří Machourek (* 10. února 1944) je brněnský advokát známý zejména pro svou spolupráci s disentem před rokem 1989. Před přijetím na právnickou fakultu pracoval ve slévárně jako dělník u mlýna na písek, vytloukač, brusič či odlévač. V roce 1973 absolvoval Právnickou fakultu University Karlovy v Praze.

## Advokacie
V letech 1973 až 1990 působil v Advokátní poradně č. 1 v Brně, advokátem je od roku 1976. V roce 1990 byl spoluzakladatelem Advokátní kanceláře Bulinský, Havlíček, Mach & Machourek v Brně. Od roku 2000 je advokátem Advokátní kanceláře Machourek a spol. v Brně. Specializuje se na právo občanské, rodinné, obchodní a trestní. Před rokem 1989 zastupoval některé jihomoravské disidenty, přestože sám Chartu 77 nepodepsal. Mezi jeho klienty patřili například Jiří Müller, Petr Cibulka, Jaroslav (Slávek) Popelka, Ivan Martin (Magor) Jirous, Stanislav Devátý nebo Eva Vidlařová. Po roce 1989 zastupoval mj. a.s. Kooperativa pojišťovna ve sporu s bývalým agentem StB Pavlem Minaříkem, který byl odsouzen za trestný čin pojistného podvodu.

## Funkce
V roce 1990 byl jmenován předsedou Krajského soudu v Brně, po 8 měsících se funkce vzdal a vrátil se do advokacie. V roce 1991 byl zvolen členem představenstva České advokátní komory. V současné době působí v několika výborech a komisích České advokátní komory – je členem Výboru odborné pomoci a na ochranu zájmů advokátů, členem odvolací kárné komise, a členem zkušební komise pro advokátní zkoušky a zkoušky způsobilosti pro obor Předpisy upravující poskytování právních služeb ČAK.